# Нервна плоча
Нервна плоча је кључна развојна структура која служи као основа за нервни систем. Насупрот примитивној прузи у ембриону, ектодермално ткиво се згушњава и спљошти да би постало нервна плоча. Подручје испред примитивног чвора може се генерално назвати нервном плочом. Ћелије добијају стубасти изглед у процесу док настављају да се издужују и сужавају. Крајеви неуралне плоче, познати као нервни набори, гурају крајеве плоче нагоре и заједно, савијајући се у нервну цев, структуру критичну за развој мозга и кичмене мождине. Овај процес у целини назива се примарна неурилација.
Сигнални протеини су такође важни у развоју нервне плоче и помажу у разликовању ткива које је предодређено да постане нервна плоча. Примери таквих протеина укључују коштане морфогенетске протеине и кадхерине. Експресија ових протеина је неопходна за савијање нервне плоче и касније формирање нервне цеви.

## Укљученост у примарну неуролацију
Генерално подељен на четири, процес примарне неурулације укључује нервну плочу у прва три корака. Формирање и савијање нервне плоче је први корак у примарној неурулацији. Ово је праћено пречишћавањем и растом ћелија нервних плоча. Трећи корак примарне неурулације не укључује нервну плочу саму по себи, већ ивице плоче, које се спајају, претварајући плочу у почетак нервне цеви. Са нервном плочом која је пресавијена у цев, нервни набори се спајају како би довршили фузију нервне цеви. Овај процес је илустрован на слици десно, где је нервна плоча приказана љубичастом бојом. Лимета зелена означава ивице нервне плоче, које постају нервни набори, укључени у савијање плоче да би се створила нервна цев. Слика показује развој нервне плоче у нервну цев, одакле потичу и ћелије нервног гребена.
У примарној неурулацији, слој ектодерма се дели на три сета ћелија: нервна цев (будући мозак и кичмена мождина), епидермис (кожу) и ћелије нервног гребена (повезују епидермис и неуралну цев и мигрирају да праве неуроне, глију, и пигментација ћелија коже).

## Плакоде
Неурогени плакод је област задебљања епитела у слоју ектодерма главе ембриона која ствара неуроне и друге структуре чулног нервног система.
Плакоде су ембрионалне структуре које стварају структуре као што су фоликули длаке, перје и зуби. Израз "неурогени плакод" се генерално односи на кранијалне плакоде који имају неурогени потенцијал - тј. оне који доводе до неурона повезаних са посебним чулима и кранијалним ганглијама. Кранијални плакоди обухватају разноврстан спектар структура пронађених код хордата, али неурогени плакоди пронађени код кичмењака настали су касније у еволуцији.